# Bogatino, Kărdjali
Bogatino (în bulgară Богатино) este un sat în comuna Ardino, regiunea Kărdjali,  Bulgaria. 

## Demografie
Componența etnică a satului Bogatino
     Turci (99,09%)
     Nicio identificare (0,9%)
     Altele (0%)
La recensământul din 2011, populația satului Bogatino era de 110 locuitori. Din punct de vedere etnic, majoritatea locuitorilor (99,09%) erau turci. Pentru 0,9% din locuitori nu este cunoscută apartenența etnică.